# Larry Owens
Larry Dominick Owens (Mesa, 8 gennaio 1983) è un ex cestista statunitense.

## Palmarès
- All-NBDL Second Team (2011)
- All-NBDL Third Team (2010)